# Uniwersytet Autonomiczny w Madrycie
Uniwersytet Autonomiczny w Madrycie (hiszp. Universidad Autónoma de Madrid, UAM) – hiszpańska uczelnia publiczna w Madrycie. Została założona w 1968 roku.